# Legal High (drama)
Legal High (リーガル ハイ) est un drama japonais. Les 1re et 2e saisons utilisent le titre "LEGAL・HIGH", avec un point au milieu. À partir de la 3e saison, le point est supprimé.

## Concept
Un avocat égoïste et un peu fou lutte pour gagner tous ses procès au tribunal avec sa partenaire. Il s'agit d'une comédie judiciaire.

## Sommaire

### 1resaison
Un avocat qui n'a jamais perdu forme un duo avec une avocate débutante. Comme il adore l'argent, il est prêt à défendre n'importe quelle cause si c'est lucratif. Elle par contre a le sens de la justice. Ils se disputent donc constamment, mais ils deviennent progressivement les meilleurs amis.

### 2esaison
Un accident a eu lieu dans une école : un étudiant est tombé du toit. Sa mère demande à Mayuzumi de s’occuper du procès et Mayuzumi décide de faire équipe avec Komikado. Ils font face à beaucoup de problèmes, mais n’abandonnent pas.

### 3esaison
Une accusée, Kiwa, est menacée de la peine de mort ; Komikado et Mayuzumi se chargent de ce procès en première instance. Mais pour la première fois ils perdent le procès à cause de l'aveu de Kiwa. Komikado veut préserver son honneur comme quoi il ne perd jamais, il décide donc de continuer à lutter avec sa partenaire, Mayuzumi pour modifier le jugement en appel .

### 4esaison
Un grand hôpital demande à Komikado de le défendre. Au départ, il s'agissait juste d'une réclamation, mais c’est devenu une affaire importante. Komikado déclare qu'il va gagner facilement ce cas, mais son adversaire va lui offrir offre une résistance inattendue.

## Personnages[3]

### Cabinet d'avocats de Komikado （古美門法律事務所）
- Kensuke Komikado （古美門研介）(Masato Sakai; 堺雅人）: Un avocat, le protagoniste de la série. Il est le chef du cabinet d'avocats Komikado. Il adore l'argent et les honneurs, donc il fait tout pour gagner beaucoup d’argent.
- Machiko Mayuzumi （黛真知子）(Yui Aragaki; 新垣結衣）: Une avocate, la partenaire de Komikado.
- Ranmaru Kaga （加賀蘭丸）(Junnosuke Taguchi (en); 田口淳之介）: Il joue les espions régulièrement pour Komikado.
- Hattori （服部）(Kōtarō Satomi (en); 里見浩太朗）: Il gère l’organisation de Komikado.

### Bureau d'avocats de Miki （三木法律事務所）
- Toujirou Miki （三木長一郎） (Katsuhisa Namase (en); 生瀬勝久）: Un avocat, le chef du bureau d'avocats Miki. Il considère Komikado comme son rival.
- Kimie Sawachi （沢地君江）(Eiko Koike; 小池栄子）: La secrétaire de Miki.
- Takao Ide （井手孝雄） (Seito Yano; 矢野聖人）: Un avocat débutant du bureau d'avocats de Miki.

### Bureau d'avocat "Nexus"
- Haruki Hanyu （羽生晴樹）(Masaki Okada; 岡田将生）: Un avocat, le chef de Nexus. Il est toujours aimé par les gens.
- Jane Honda（本田ジェーン）(Hana Kuroki; 黒木華）: Une avocate de Nexus. Elle aime Hanyu sans retour.
- Kunimitsu Isogai (磯貝邦光）(Kanji Furutachi; 古館寛治）: Un avocat de Nexus.

### Autres
- Kiwa Andou (安藤貴和) (Koyuki; 小雪）. Une accusée menacée de la peine de mort.
- Minoru Daigo (醍醐実）(Ken Matsudaira; 松平健）: Le procureur qui s'oppose à Komikado pour la condamnation à mort de Kiwa.

## Audiences moyennes[4]
- 1re saison 12.5%
- 2e saison 13.5%
- 3e saison 18.4%
- 4e saison 15.1%

## Épisodes[5]

### 1resaison
```
 1. Il est le meilleur avocat et aussi le plus bas.
 2. La justice du droit d'auteur.
 3. La justice d'amour.
 4. La justice de l'appartement.
 5. Garde un mauvais homme politique. La limite est 7 jours.
 6. La justice du divorce.
 7. La querelle de succession. Le mystère et le mensonge de la famille.
 8. La justice pour rompre les relations entre parents et enfants.
 9. Reprends ton beau pays natal!
 10. Au revoir le village du lien fier.
 11. L'avocat le plus fort perd le procès finalement!? Le vrai est toujours une comédie!
```

### 2esaison
- La poursuite en justice d'une école pour des dommages et intérêts de cent millions de yens.

### 3esaison
```
  1. La résurrection parfaite! Komikado Kensuke!
  2. La justice de l'atteinte à l'honneur.
  3. La justice sur chirurgie. Le visage ou le cœur ?
  4. La justice tourbillonnée ; la jalousie entre les voisins.
  5. La justice de la mascotte, un droit pour qui?
  6. La justice de la forme d'amour. Elle a trois maris.
  7. La justice du harcèlement moral en milieu professionnel.
  8. Le procès des habitants. Garde ton héritage naturel.
  9. Finalement, Cours suprême. Sauve la vie absolument!
  10. La cour renversée bien des fois. La vérité est une tragédie ou une comédie?
```

### 4esaison
Une mort subite dans un grand hôpital! S'agit-il d'une faute médicale !?

## Musique

### 1reet2esaisons

#### Jingle
PES from Rip Slyme, "Megamino Kiss" 「女神のキス」(un BORDE)

#### Générique
Erena Ono （小野恵令奈）, "Erepyon" 「えれぴょん」(Warner Music Japan)

### 3e et4esaisons

#### Jingle
Rip Slyme, "SLY"(un BORDE)

#### Générique
9nine, "Re:" (SME Records)